# ده کدخداعلی نمروری
باقرآباد، روستایی است از توابع بخش مرکزی شهرستان هیرمند در استان سیستان و بلوچستان ایران.

## جمعیت
این روستا در دهستان مارگان قرار داشته و براساس آخرین سرشماری مرکز آمار ایران که در سال ۱۳۸۵ صورت گرفته، جمعیت آن ۳۲۷نفر (۷۵خانوار) بوده‌است.